# Offensive gegen Rechts
Die Offensive gegen Rechts (OgR) ist ein antifaschistisches Bündnis in Österreich, welches sich mit zivilem Ungehorsam gegen Rechtsextremismus, „reaktionäre Gesellschaftsbilder“, Sexismus und Rassismus wendet. Träger sind überwiegend Jugend- und Studentenorganisationen sowie eine Reihe von Künstlern. Vorrangig werden der Wiener Korporationsring, weitere schlagende Verbindungen und die österreichische Pegida-Bewegung kritisiert, gegen deren Veranstaltungen die OgR Demonstrationen und Sitzblockaden organisiert.

## Selbstverständnis und Konsens
Die Offensive gegen Rechts stellt eine Abspaltung des NOWKR-Bündnisses an und wurde Ende 2011 ins Leben gerufen. Folgendes „Bündnisselbstverständnis“ liegt in einer aktualisierten Version von Oktober 2014 vor:

„Die Offensive gegen Rechts ist ein breites, antifaschistisches Bündnis. Wir verstehen uns als aktive und kontinuierlich arbeitende Akteurin im konsequenten Antifaschismus. Im Rahmen von neoliberalem Gesellschaftsumbau und Troika-Krisenregime erfahren (Neo-)Faschismus, Rechtsextremismus, reaktionäre Gesellschaftsbilder, Sexismus, Rassismus, Antiziganismus, Antisemitismus, Homo- und Transphobie europaweit neue Höhen. Um diesen Entwicklungen entgegenzutreten haben sich seit 2011 über 40 Organisationen in der Offensive gegen Rechts zusammen gefunden. Denn gemeinsam können wir mehr erreichen. Wir streben vielfältige Proteste an, deren Ziel es ist, so viele Menschen wie möglich einzubinden und effektive Handlungen gegen alte und neue Rechte, FPÖ, deutschnationale Burschenschaften, Neonazis und weitere rechtsextreme Umtriebe zu setzen. Dazu wollen wir u. a. das Mittel des zivilen Ungehorsams etablieren.“

Als Konsens des Bündnisses gilt das Bemühen, „Faschismus, Rechtsextremismus und anderen Rechten sowie deren Aufmärsche bekämpfen“ und mittels „breiten, bunten, kreativen“ „Blockaden zu verhindern“. Dafür setzen die Aktivisten ihren Körper als Mittel des zivilen Ungehorsams ein, betonen aber auch: „von uns geht dabei keine Eskalation aus.“ Die Aktionen der Offensive gegen Rechts sollen „für alle transparent und offen“ sein, auch die vom Bündnis organisierten Blockadetrainings.

## Unterstützende Organisationen
Die Netzwerkplattform wird von folgenden Institutionen getragen:
| - Aktion Kritischer Schülerinnen und Schüler (AKS) - Anatolische Föderation Österreich - Arbeiter*innenstandpunkt - Asyl in Not - Attac Österreich - Avrupa Türkiyeli Işçiler Konfederasyonu - Föderation Demokratischer Arbeitervereine (DIDF) - Fraktion Sozialdemokratischer GewerkschafterInnen der GBH - Der Funke - grundrisse - Gewerkschaftlicher Linksblock im ÖGB - GPA-djp Jugend - Kommunistische Partei Österreichs (KPÖ) - Kommunistische Jugend Österreichs (KJÖ) |  | - KZ-Verband (VdA) - ÖH der Pädagogischen Hochschule Wien - ProGE – Die Produktionsgewerkschaft - Revolution - Rote Falken - Revolutionär Sozialistische Organisation (RSO) - Sozialistische Jugend Österreich (SJÖ) - Sozialistische Linkspartei (SLP) - Partei der Arbeit (PdA) - Transform Europe - Türkiye Komünist Partisi/Marksist-Leninist (KPT) - Verband Sozialistischer Studentinnen und Studenten Österreichs (VSStÖ) |

Einige Veranstalter konnten auch eine Reihe ihrer Teil- und Vorfeldorganisationen zur Unterstützung der Plattform motivieren, zum Beispiel beteiligt sich neben der Partei der Arbeit Österreichs auch die Kommunistische Jugend Österreichs, der Kommunistische StudentInnenverband und die Kommunistische Gewerkschaftsinitiative – International (KomIntern), neben der AKS und dem KZ-Verband auch deren Wiener Landesorganisationen, neben Transform Europe auch Transform Österreich. Neben der SJÖ beteiligen sich an der OgR auch deren Landesorganisationen SJ-Niederösterreich, SJ-Vorarlberg und SJ-Wien. Der VSStÖ mobilisierte auch seine lokalen Organisationen in Leoben und Wien.
Weitere Träger sind die Initiative Anticapitalista, die Junge Linke und das Linke Hochschulnetz, der Kulturverein Nâzım Hikmet, das Prekär Café, die Initiative Young Struggle, die Neue Demokratische Jugend (YDG) und der Verein für Studierende aus Kurdistan (YXK). Die Autonome Antifa (W) trat bereits vor der ersten Demonstration der OgR aus der Plattform aus.

## Kunst gegen Rechts
Die OgR wird auch von einer Reihe von Künstlern, insbesondere von Musikern und Kabarettisten, unterstützt – darunter atomique, B-Seiten Sound, Christoph & Lollo, Hörspiel Crew, I-Wolf von den Sofa Surfers, Klaim, Kommando Elefant, Mono & Nikitaman und the who the what the yeah.

## Österreichweite Vernetzung
Die Offensive gegen Rechts bemüht sich um eine österreichweite Präsenz und ist mit folgenden Initiativen eng vernetzt und koordiniert: mit Braunau gegen Rechts und mit Innsbruck gegen Faschismus, mit der Initiative Linz gegen Rechts, welche mehr als 60 Institutionen vernetzt und gegen den Linzer Burschenbundball demonstriert, sowie mit der Offensive gegen Rechts Steiermark, die im Jänner 2015 erstmals erfolgreich gegen den Grazer Akademikerball demonstrierte und rund 1.000 Teilnehmer mobilisieren konnte. Das Motto der Aktion lautete: „Fasching statt Faschismus – Grazer Burschenschafterball verhindern“.

## Demonstrationen und Sitzblockaden

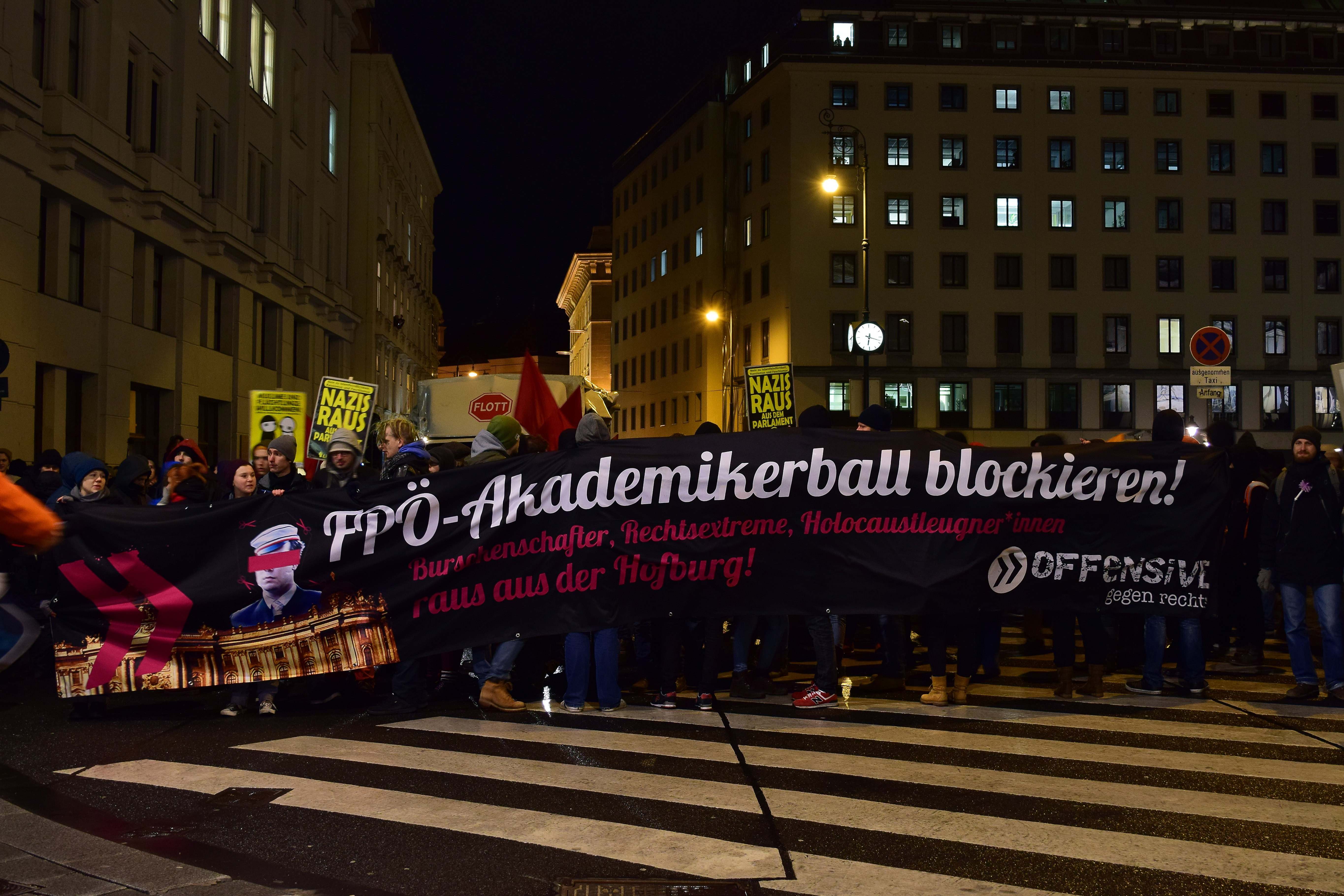
Anti-Akademikerball-Demo 2015

Die Offensive gegen Rechts ist auf Facebook präsent und vernetzt ihre Aktionen über Blogs und SMS.

### Anti-WKR- und Akademikerball-Demonstrationen
2012 demonstrierte die OgR gegen den letzten, jahrelang von Rechtsextremen besuchten WKR-Ball in der Wiener Hofburg, 2013 und 2014 gegen die inoffizielle Nachfolgeveranstaltung Akademikerball der FPÖ. 2015 wurden eine Demonstration vom Schottentor zum Stephansplatz, sowie drei Sitzblockaden gegen die Ballgäste an drei Orten durchgeführt.

### Gegenkundgebung gegen die Identitären
Im Mai 2014 veranstaltete die OgR eine Gegendemonstration zum Aufmarsch der Identitäten Bewegung auf der Wiener Mariahilfer Straße. Die OgR mobilisierte 400 Teilnehmer, am Aufmarsch der Identitären nahmen 100 Menschen teil. Es kam zu gewalttätigen Auseinandersetzungen der beiden Gruppierungen. Der ORF meldete auf seiner Internet-Plattform: „Die Polizei berichtete von Angriffen auf ihre Einsatzkräfte seitens der linken Gegendemonstranten. Zwei Polizeiautos seien mit Farbbeutel und Flaschen beschädigt worden. […] Demonstrationsteilnehmer hingegen berichten in Sozialen Medien über Polizeigewalt. Beamte setzten jedenfalls Pfefferspray ein. Insgesamt wurden laut Wiener Berufsrettung fünf Frauen verletzt. Zwei Verletzte mussten ins Spital gebracht werden, eine Frau brach sich den Fuß. Drei weitere Frauen wurden nach dem Pfefferspray-Einsatz ambulant behandelt.“ Auch ein Polizist soll verletzt worden sein.

### Tag der Menschenrechte
Als erste österreichweite Aktion der OgR gab es am 10. Dezember 2014, dem Tag der Menschenrechte, Demonstrationen gegen „die Kriminalisierung von Antifaschismus“. Im Vordergrund stand die Kritik am Strafrechtsparagraphen Landfriedensbruch (§ 274 StGB), der dazu diene „Antifaschist_innen zu kriminalisieren und einzuschüchtern“.

### Charlie-Hebdo-Gedenkkundgebung
Eine Sprecherin der OgR wurde bei der Gedenkkundgebung für die Opfer des Pariser Anschlags auf Charlie Hebdo am Wiener Schwarzenbergplatz laut OgR „von Identitären bedrängt und fotografiert“.

### No-Pegida-Demonstration
Die Offensive gegen Rechts veranstaltete am 2. Februar 2015 einen Demonstrationszug vom Wiener MuseumsQuartier zum Stephansplatz, an dem laut Angaben der Polizei 5.000 Demonstranten teilnahmen. Die Veranstaltung stand unter dem Motto „Kein Platz für Rassismus! In Wien geht Ihr keinen Meter“ und verlief friedlich.
Der eigentliche Pegida-„Spaziergang“, so die Benennung der Veranstalter, sollte von der Freyung über Hof, Kohlmarkt und Herrengasse wieder zur Freyung führen. Zwar fanden sich 300 Demonstranten auf der Freyung ein, der Demonstrationszug konnte aber nicht stattfinden, weil 200 Gegendemonstranten drei Stunden lang friedlich, aber mit lautstarken Sprechchören den Abmarsch verhinderten. Die Pegida-Sprechchöre „Wir sind das Volk“ wurde von den Gegendemonstranten beantwortet mit: „Wir sind die Mauer, weg mit dem Volk.“ Der Kurier schrieb: „Unter die „Pegida“-Anhänger hatten sich offenbar auch Neonazis gemengt. Denn sowohl der Hitlergruß als auch der so genannte „Kühnengruß“ wurden mehrfach beobachtet.“ Auch wurden Flaschen auf die Gegendemonstranten geworfen. Daraufhin löste die Polizei die Pegida-Kundgebung auf, die Gegendemonstranten brachen in Jubel aus und skandierten erneut: „In Wien: Pegida – einmal und nie wieder“.

### Protest gegen die rot-blaue Koalition im Burgenland
Anfang Juni 2015, während einer Pressekonferenz, in der LH Hans Niessl (SPÖ) und FP-Landesobmann Johann Tschürtz ihr künftiges Regierungsprogramm vorstellten, protestierte ein Vertreter der Offensive gegen Rechts gegen den Rechtsruck im Burgenland und versprach der künftigen Landesregierung „keine ruhige Minute“.